# Tadeusz Danek
Tadeusz Danek ps. "Tadeusz" (ur. 14 maja 1903 w Borszczowie, zm. 24 sierpnia 1997) – polski lekarz, żołnierz AK, „Sprawiedliwy wśród Narodów Świata”.

## Życiorys
W trakcie II wojny światowej pracował jako lekarz w Brzeżanach nieopodal Tarnopola (dystrykt Galicja, Generalne Gubernatorstwo). Był medykiem przy tamtejszym Obwodzie AK.
Tadeusz Danek zaoferował pomoc swojemu przyjacielowi żydowskiemu lekarzowi Eliezerowi Wagschalowi i jego rodzinie. Danek sprzedał pozostawione przez Wagschala pieniądze i kosztowności, aby kupić im żywność, którą narażając się na wielkie ryzyko osobiste przemycił do getta. W czerwcu 1943 r. podczas likwidacji getta w Brzeżanach Wagschal wraz z żoną i synkiem Mati uciekli z getta wraz z krewną Wagschala Helą Glazer i jej dziewięcioletnim synem Markiem, siostrzenicą Wagschala Herminą Glazer, jego wujkiem Moshe Glazer i ich przyjaciółką Rozka Lichtensztajn. Początkowo Danek myślał o ukryciu Żydów w szpitalu, w którym pracował, jednak gdy jawnie antysemicki strażnik zagroził im donosem, Danek zabrał ich do kryjówki za miastem, w pobliskim lesie. Danek namówił kierownika miejscowego gospodarstwa rolnego, aby pośredniczył między nim a Żydami i zapłacił mu za opiekę nad nimi. W miarę jak narastało niebezpieczeństwo wykrycia, Danek zorganizował dla uchodźców nową kryjówkę w ziemiance pod domem biednego rolnika. Nawet po tym, jak Danek sprzedał wszystkie kosztowności, nadal płacił z własnej kieszeni za utrzymanie uchodźców. Po wyzwoleniu Danek został wcielony do Armii Czerwonej, a po wojnie osiadł na Śląsku. Żydzi, którym uratował życie, wyemigrowali do Izraela.
Tadeusz Danek jest pochowany na Cmentarzu Lipowym w Gliwicach (sektorː G1, rządː 6, nr grobuː 26).
21 lipca 1993 r. Instytut Jad Waszem uhonorował Tadeusza Danka medalem „Sprawiedliwy wśród Narodów Świata”.